# Nikola Pašić
Nikola P. Pašić (em sérvio cirílico: Никола Пашић, na época também transcrito como Pashitch ou Pachitch; Zaječar, 18 de dezembro de 1845 — Belgrado, 10 de dezembro de 1926) foi um político e diplomata sérvio e iugoslavo, que seria a figura política sérvia mais importante durante quase 40 anos; líder do Partido Radical Popular, que, dentre outros cargos, foi duas vezes prefeito de Belgrado (1890-1891 e 1897), várias vezes primeiro-ministro do Reino da Sérvia (1891-1892, 1904-1905, 1906-1908, 1909-1911, 1912-1918) e primeiro-ministro do Reino da Iugoslávia (1918, 1921-1924, 1924-1926).
Foi um importante político dos Bálcãs, que, juntamente com os seus homólogos, como Eleftherios Venizelos da Grécia ou Ion I. C. Brătianu da Romênia, conseguiu fortalecer seus estados nacionais ainda emergentes contra fortes influências estrangeiras, principalmente da Áustria-Hungria, do Império Otomano e da Rússia.